# Frederick Roberts, I conte Roberts
Frederick Roberts, I conte Roberts (Cawnpore, 30 settembre 1832 – Saint-Omer, 14 novembre 1914), è stato un generale britannico.
Proveniente da una famiglia di militari, si distinse per coraggio e tenacia in gioventù nella rivolta dei sepoys durante la quale venne decorato con la Victoria Cross. Si dimostrò uno dei più importanti e abili generali britannici dell'Era vittoriana, guidando con successo le sue truppe nella seconda guerra anglo-afghana, dove condusse la famosa marcia su Kandahar, e soprattutto nella seconda guerra boera dove, dopo aver preso il comando, ristabilì con una serie di vittorie la situazione a favore dell'Impero britannico.
Promosso feldmaresciallo e comandante in capo del British Army, Roberts, piccolo di statura, ma risoluto e determinato, rimase uno dei più prestigiosi militari britannici fino alla sua morte, avvenuta in tarda età mentre ispezionava le truppe sul fronte occidentale all'inizio della prima guerra mondiale.
Massone, fu membro e Maestro venerabile della Loggia Kyber di Peshawar, in India.

## Biografia

### I primi anni
Nato a Cawnpore (odierna Kanpur), in India, il 30 settembre 1832, Frederick Sleigh Roberts era il figlio secondogenito del generale Abraham Roberts (1784–1873), nativo della Contea di Waterford nell'Irlanda sud-orientale In quel tempo Abraham era in comando del 1st Bengal European Regiment. Sua madre era Isabella Bunbury di Edimburgo, figlia del maggiore Abraham Bunbury, originario di Kilfeacle nella Contea di Tipperary. Frederick venne educato al Eton College, all'accademia militare di Sandhurst ed al Addiscombe Military Academy prima di entrare nell'esercito della British East India Company come sottotenente nell'Artiglieria del Bengala il 12 dicembre 1851.

### La ribellione indiana del 1857
Combatté nei moti indiani del 1857, partecipando all'Assedio di Delhi ed alla presa della città,. Partecipò all'Assedio di Lucknow, dove venne aggregato allo staff del generale Colin Campbell, comandante in capo delle forze in India. Nel dicembre del 1858, Roberts ricevette la Victoria Cross per atti di valore il 2 gennaio di quello stesso anno presso Khudaganj. La citazione riporta:

### Abissinia e Afghanistan

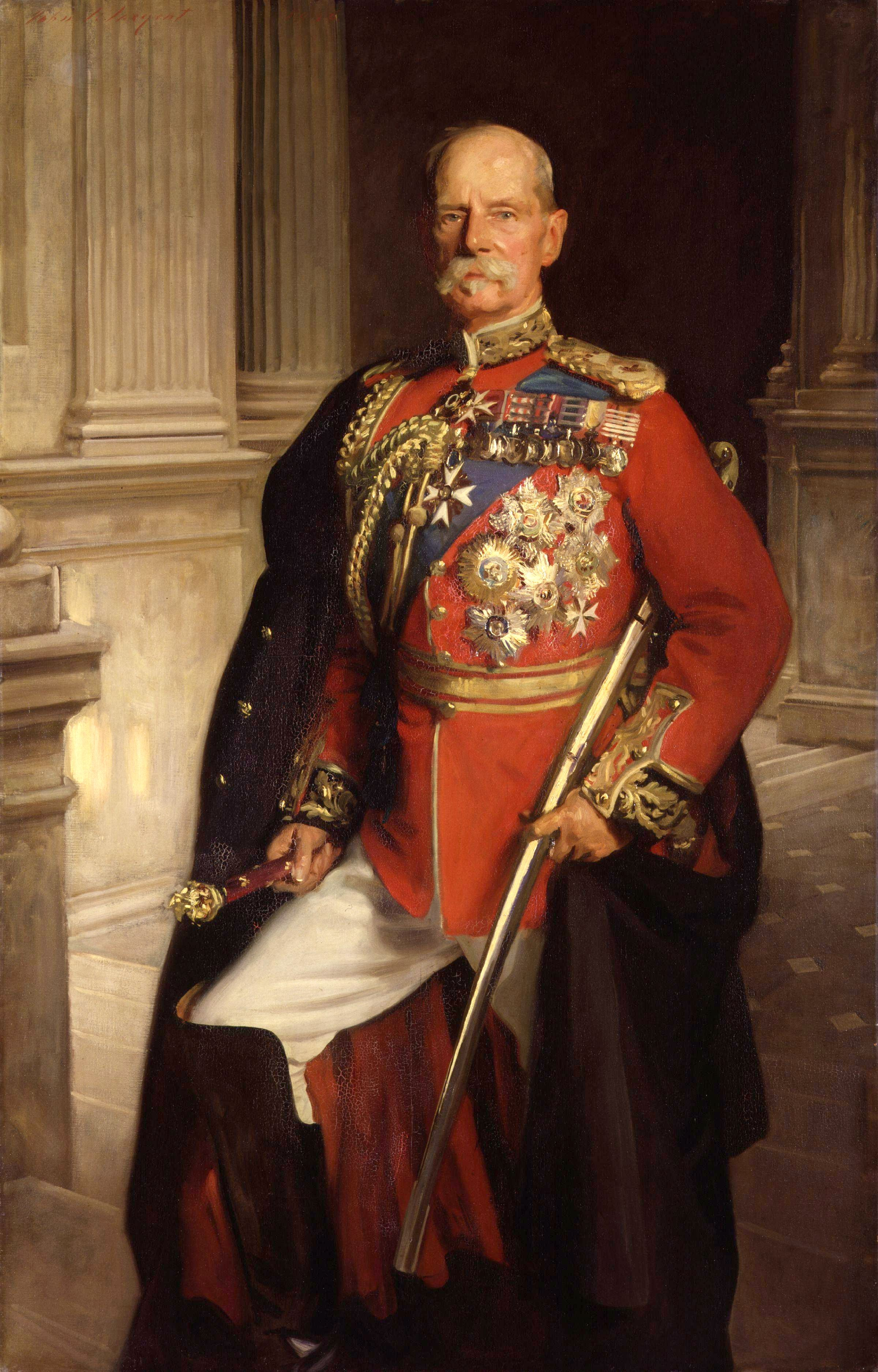
Frederick Roberts in un ritratto di John Singer Sargent.

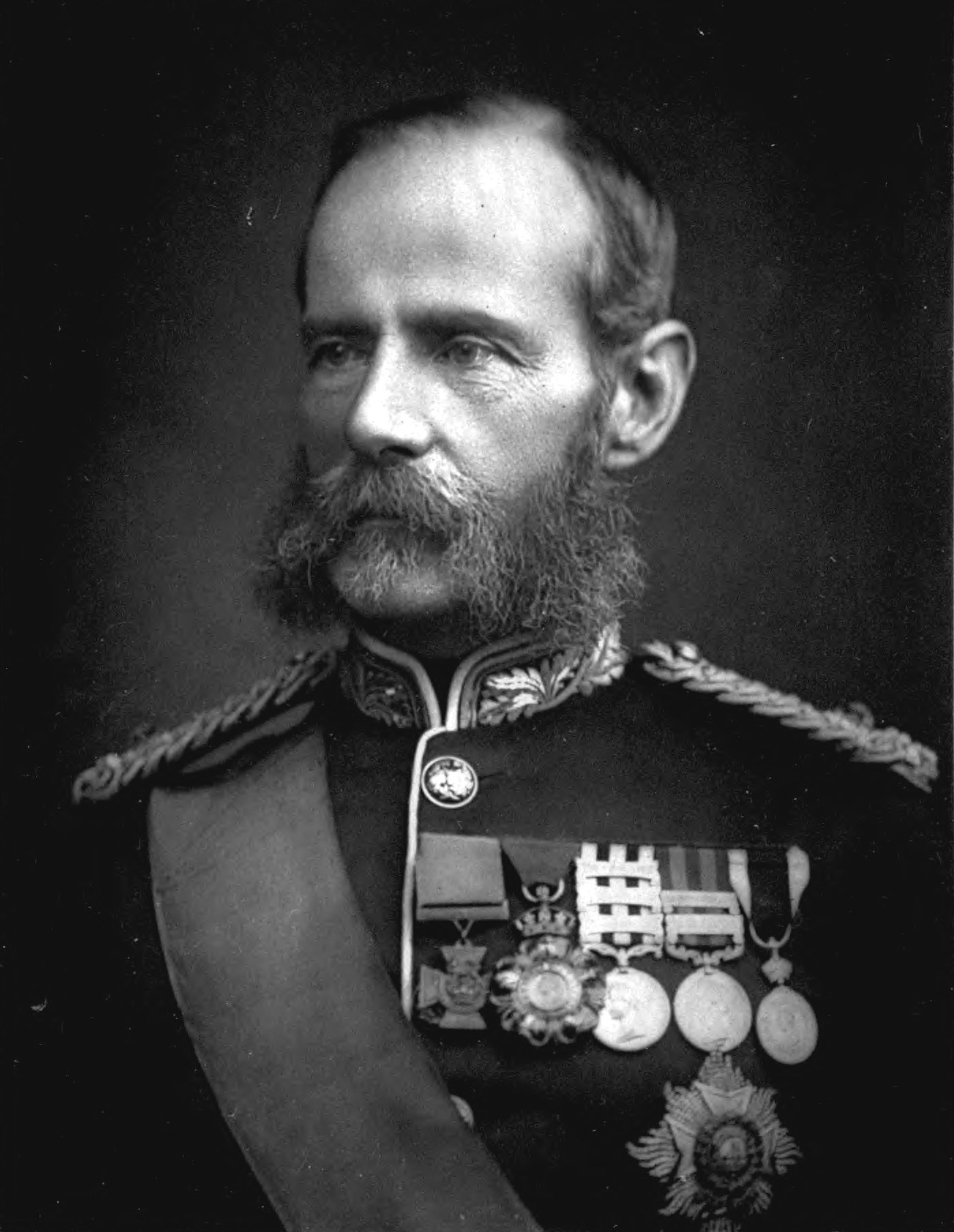
Frederick Roberts.

Egli venne trasferito dunque nel British Army nel 1862 e prestò servizio nella campagna di Umbeyla e nelle spedizioni in Etiopia del 1863 e del 1867–1868, combattendo nella Campagna di Lushai (1871–1872), uscendone con l'onorificenza dell'Ordine del Bagno. Sei anni più tardi venne promosso maggiore generale ed ottenne il comando delle forze a Kuram nella Seconda guerra anglo-afghana, distinguendosi e ricevendo riconoscimenti dal parlamento e l'onorificenza Commendatore dell'Ordine del Bagno. Nominato comandante delle forze di stanza a Kabul ed a Kandahar, guidò un totale di 10.000 uomini attraverso l'Afghanistan, la famosa "marcia su Kandahar", vincendo infine la decisiva battaglia di Kandahar.
Prese inoltre Kabul sconfiggendo Muhammad Yakub Khan, l'emiro afghano. Per il suo servizio, Sir Frederick ottenne nuovamente riconoscimenti dal parlamento e la Gran Croce dell'Ordine del Bagno oltre all'onorificenza dell'Ordine dell'Impero Indiano nel 1880, divenendo baronetto l'anno successivo.
Dopo un breve intervallo come governatore della provincia di Natal e Comandante in capo delle forze britanniche nel Sudafrica, Roberts, promosso tenente generale nel 1883, venne nominato comandante in capo dell'armata di Madras, posto che mantenne per 4 anni. Nel 1885 succedette alla nomina a Comandante in Capo dell'India, e due anni dopo venne insignito dell'onorificenza di Cavaliere Gran Commendatore dell'Ordine dell'Impero Indiano. Nel 1890 venne promosso generale d'armata e nel 1892 ottenne il titolo di Barone Roberts di Kandahar in Afghanistan e della città di Waterford.
Dopo aver lasciato il suo comando in India ed essendo diventato Cavaliere Gran Commendatore dell'Ordine della Stella d'India nel 1893, Roberts venne trasferito in Irlanda dove assunse il comando delle forze britanniche locali, ponendo la propria base al Royal Hospital Kilmainham. Promosso feldmaresciallo nel 1895 venne nominato Cavaliere dell'Ordine di San Patrizio nel 1897.
In questo periodo all'interno del British Army era insorta una forte rivalità personale tra Roberts e alcuni ufficiali suoi ammiratori, prevalentemente provenienti dall'esercito in India, la cosiddetta "fazione indiana", e il comandante in capo, feldmaresciallo Garnet Wolseley, e i suoi luogotenenti delle campagne in Africa, la cosiddetta "fazione africana". Questo acceso contrasto al vertice delle gerarchie dell'esercito avrebbe minato la solidità delle forze armate all'inizio dell'impegnativa seconda guerra boera nel 1899.

### La seconda guerra anglo-boera

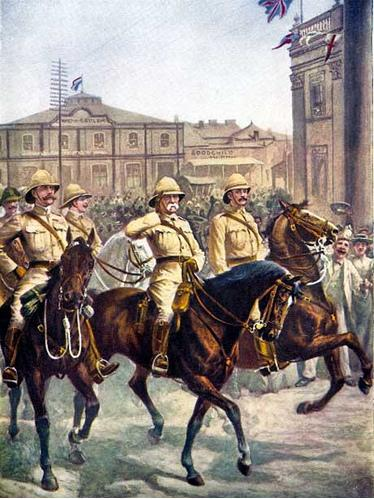
Lord Roberts entra nella città di Kimberley a seguito dell'assedio alla città nel febbraio del 1900

La nuova guerra contro i boeri ebbe un andamento inizialmente disastroso per l'esercito britannico; il generale Redvers Buller, un membro della "fazione africana" e un fedele collaboratore del feldmaresciallo Wolseley, subì una serie di sconfitte nella seconda settimana del dicembre 1899, la cosiddetta "settimana nera". Roberts aveva già espresso i suoi dubbi sulla determinazione e la risolutezza del generale Buller in una lettera al ministro della Guerra Lansdowne dell'8 dicembre 1899 ed aveva espresso la sua disponibilità a prestare servizio in Africa del Sud. Dopo aver appreso le prime notizie della sconfitta di Colenso del 15 dicembre 1899, egli ripresentò la sua candidatura per assumere il comando supremo al posto del pessimista e scoraggiato generale Buller. Il 16 dicembre 1899 venne nominato dal governo britannico comandante in capo e il 23 dicembre si imbarcò con i suoi collaboratori sulla RMS Dunottar Castle per raggiungere il teatro d'operazioni; pochi giorni prima aveva appreso la notizia che il suo unico figlio, tenente "Freddie" Roberts era morto in azione durante la battaglia di Colenso.

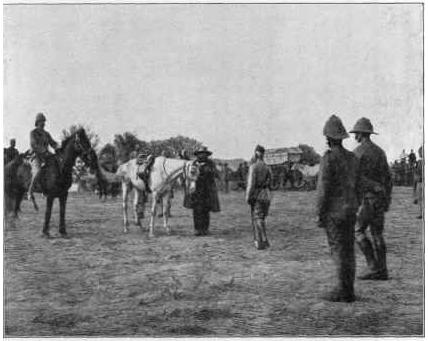
Roberts riceve la resa del generale Piet Cronje durante la battaglia di Paardeberg.

Roberts giunse a Città del Capo il 10 gennaio 1900 e subito procedette, in collaborazione con il suo energico capo di stato maggiore, generale Horatio Kitchener, ad una completa riorganizzazione delle forze ed a profondi cambiamenti della catena di comando e delle strutture logistiche; venne migliorata la mobilità delle truppe, venne costituita una cospicua forza di cavalleria, e vennero reclutati numerosi corpi volontari irregolari. Roberts decise di dirigere personalmente una grande invasione delle due repubbliche boere dalla colonia del Capo dopo aver costituito un potente corpo di spedizione con l'arrivo delle nuove divisioni di rinforzo inviate dalla metropoli.
L'offensiva ebbe inizio l'11 febbraio 1900 e, nonostante notevoli difficoltà logistiche, raggiunse subito importanti successi, Kimberley fu liberata dalla cavalleria, mentre le divisioni di fanteria aggirarono le linee boere e avanzarono lungo le rive del fiume Modder. Il 17 febbraio 1900 vennero agganciate e bloccate le forze boere del generale Piet Cronje che cercavano di ripiegare verso Bloemfontein. Roberts, affetto da un raffreddore, non era presente alla fasi iniziali della battaglia di Paardeberg, ma, informato del fallimento degli attacchi frontali ordinati dal generale Kitchener, già il 19 febbraio 1900 arrivò sul campo di battaglia e assunse il comando. Egli decise di stringere il cerchio intorno alle forze boere e di iniziare un sistematico e continuo bombardamento d'artiglieria; dopo una settimana, i boeri, sottoposti al micidiale fuoco dell'artiglieria britannica, si arresero il 27 febbraio 1900 e il generale Roberts ricevette il generale Cronje che si consegnò prigioniero insieme con oltre 4.000 boeri. La vittoria britannica a Paardeberg segnò una svolta decisiva della guerra boera.
Roberts avanzò su Pretoria. Dopo un anno cedette il comando al generale Kitchener, e fece ritorno in Inghilterra ove ricevette ulteriori onori: venne nominato Cavaliere dell'Ordine della Giarrettiera e beneficiato del titolo di Conte Roberts di Kandahar in Afghanistan e Pretoria nel Transvaal e della città di Waterford, nonché di Visconte St. Pierre.
Divenne colonnello onorario delle Irish Guards nel 1900 e rimase in carica a vita, ottenendo il soprannome di Our Bobs. Nel 1902 venne inoltre nominato primo membro dell'Order of Merit, nonché membro del Venerabile Ordine di San Giovanni di Gerusalemme.

### Gli ultimi anni

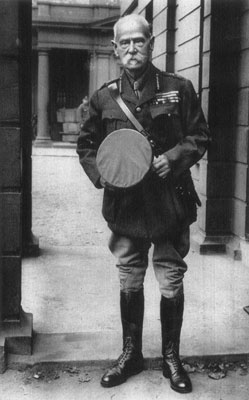
Roberts il giorno del suo 82º compleanno

Lord Roberts prestò servizio come ultimo Commander-in-Chief of the Forces per tre anni prima che l'incarico venisse abolito nel 1904 e per gli ultimi dieci anni della sua vita ottenne ulteriori onori tra cui molti premi e titoli militari onorari della riserva nazionale. Divenne presidente fondatore della Pilgrims Society nel 1902. e fu uno dei sostenitori della coscrizione obbligatoria in previsione della prima guerra mondiale allenando altresì le giovani reclute al tiro a segno e fondando la National Smallbore Rifle Association.
Lord Roberts divenne vicepresidente del Public Schools Alpine Sports Club nel 1903, segnando una tappa fondamentale nella storia dello sci inglese, oltre ad inaugurare la Roberts of Kandahar Cup che ebbe luogo a Crans-Montana (o Crans-sur-Sierre) otto anni dopo, l'11 gennaio 1911, organizzata con l'aiuto di Arnold Lunn (1888–1974) e con i trofei offerti da Lord Roberts in persona.
Lord Roberts morì di pleurite a Saint Omer, in Francia, mentre si trovava in visita alle truppe indiane impegnate a combattere nella prima guerra mondiale. Dopo la cerimonia presso la Westminster Hall (solo due non-reali ebbero questo onore nel XX secolo, l'altro fu Sir Winston Churchill), ebbero luogo i funerali di stato.
Roberts aveva vissuto nella residenza chiamata Englemere, ad Ascot nel Berkshire. La sua proprietà venne stimata nel 1915 aggirarsi attorno alle 77.304 sterline (equivalenti a 5,5 milioni di sterline di oggi).
Il feldmaresciallo Frederick Roberts raggiunse grande popolarità nel Regno Unito, ricevette i massimi onori e mantenne fino alla morte l'alta considerazione degli ufficiali e dei soldati britannici. Beniamino dello scrittore Rudyard Kipling, era soprannominato "Bobs" o "Wellington in miniatura", e divenne uno dei militari più famosi del periodo vittoriano insieme al suo acceso rivale, il feldmaresciallo Garnet Wolseley. Venne considerato da alcuni contemporanei il miglior generale britannico del secolo compreso tra la battaglia di Waterloo e la prima guerra mondiale, mentre gli storici moderni in generale riconoscono la sua competenza di generale, anche se ne hanno in parte ridimensionato le qualità di condottiero. Di fatto Roberts, piccolo e agile, attivo e lucido fino a tarda età, dimostrò durante tutta la sua carriera coraggio individuale, fiducia, ottimismo e soprattutto grande risolutezza e determinazione; senza lasciarsi impressionare dalle difficoltà o dagli insuccessi locali, raggiunse sempre i suoi obiettivi operativi, perseguiti e conseguiti con fermezza e capacità.

## Matrimonio e figli
Roberts sposò Nora Henrietta Bews il 17 maggio 1859 e la coppia ebbe sei figli.
Entrambi i suoi figli maschi gli premorirono, incluso Frederick Hugh Sherston Roberts (1872– 1899), che venne ucciso durante la Battaglia di Colenso nella seconda guerra anglo-boera. Il suo titolo baronale venne, per speciale concessione, passato alla sua figlia maggiore.